# 共和国广场 (伊兹密尔)

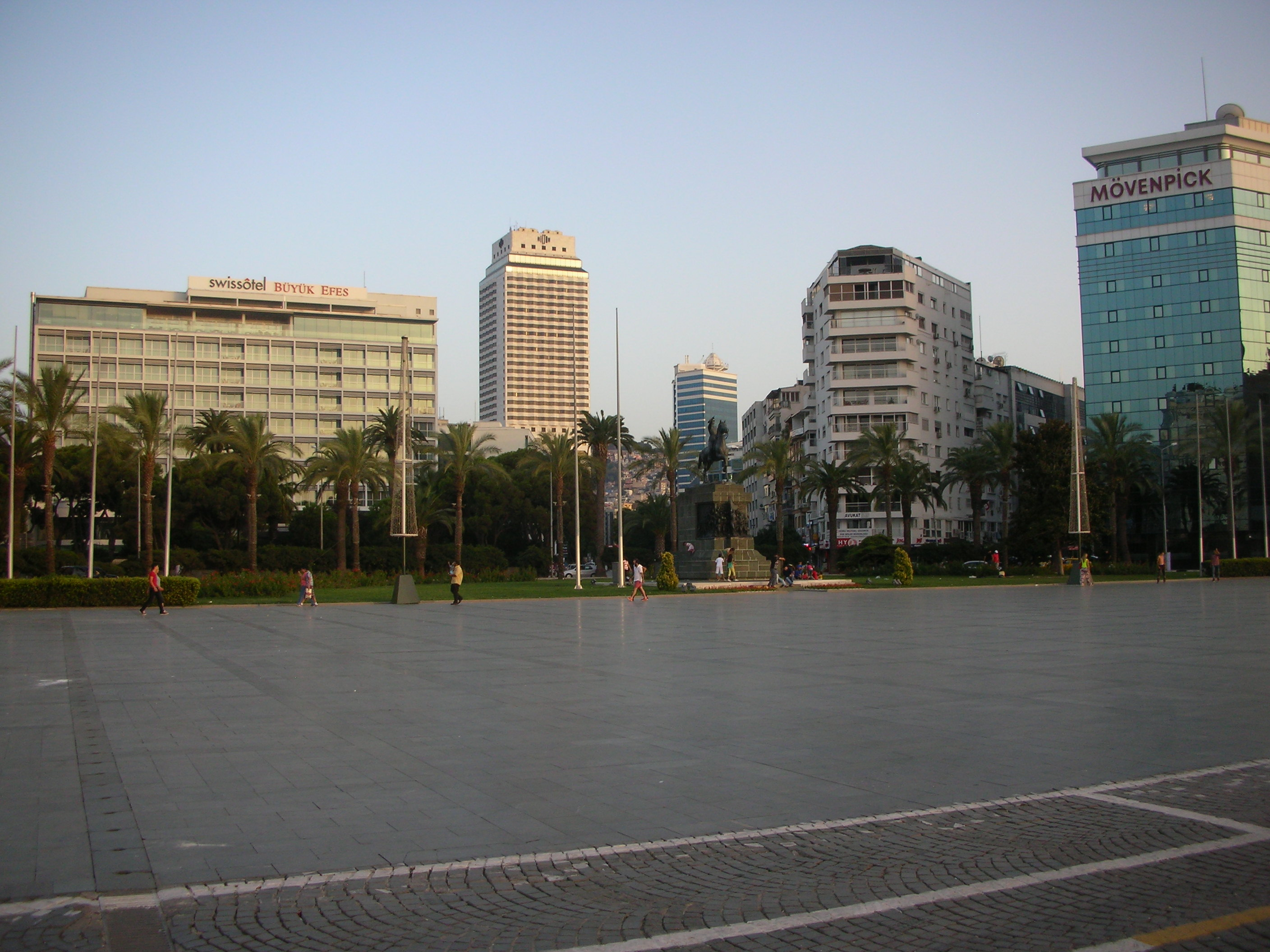
共和国广场

共和国广场（土耳其語：Cumhuriyet Meydanı）是土耳其伊兹密尔的主要城市广场之一，位于官邸区，它是一个沿海广场，非常靠近爱琴海港口。
共和国广场与官邸广场同为伊兹密尔最受欢迎的城市广场。

## 历史
共和国广场为1922年士每拿大火之后，伊兹密尔重建城市总体规划的一部分。
阿塔图尔克纪念碑在广场中心，有穆斯塔法·凯末尔·阿塔图尔克的骑马雕像，用大理石和青铜建造，由意大利著名雕塑家Pietro Canonica在1927年雕刻（他还制作伊斯坦布尔塔克西姆广场的共和国纪念碑，和土耳其安卡拉的其他纪念碑。）
该广场于1932年由当时的伊兹密尔市长Behçet Uz正式揭幕。